# 鷺瀾洞崖墓
鷺瀾洞崖墓位於四川省內江市東興區，文物遺址年代判定為東漢。2007年6月1日公佈為四川省第七批文物保護單位。